# Isabel Kling
Isabel Kling (* 11. Juni 1976 in Weingarten) ist eine deutsche politische Beamtin (CDU). Sie ist seit 2024 als Ministerialdirektorin die Amtschefin im Ministerium für Ernährung, Ländlichen Raum und Verbraucherschutz Baden-Württemberg.

## Leben

### Ausbildung und Beruf
Isabel Kling wuchs in Altshausen auf, machte 1996 das Abitur am Störck-Gymnasium Bad Saulgau und nahm anschließend ein Studium auf. Sie erlangte 2000 einen Abschluss zur Diplom-Betriebswirtin an der Berufsakademie Ravensburg und berufsbegleitend 2007 einen Abschluss zur Diplom-Journalistin an der Universität Hohenheim.
Sie arbeitete von 2000 bis 2001 als Geschäftsführerin der Ferienregion Nördlicher Bodensee in Pfullendorf und von 2001 bis 2006 als Projektleiterin im Treffpunkt Baden-Württemberg, Förderungsgesellschaft für die Baden-Württembergischen Landesgartenschauen mbH.
Kling trat 2006 als Pressereferentin in den Dienst des Ministeriums für Ernährung und Ländlichen Raum Baden-Württemberg und übernahm noch im selben Jahr unter Minister Peter Hauk (CDU) die Leitung der Presse- und Öffentlichkeitsarbeit des Ministeriums, die sie bis 2010 innehatte. Anschließend war sie von 2010 bis 2015 Pressesprecherin der CDU-Fraktion im Landtag von Baden-Württemberg und Büroleiterin des Fraktionsvorsitzenden Hauk. Sodann leitete sie von 2015 bis 2016 das Sachgebiet Veranstaltungsmanagement der Verwaltung des Landtages von Baden-Württemberg. Im Jahr 2016 wurde Hauk erneut Minister für Ländlichen Raum und Verbraucherschutz und Kling folgte ihm als Leiterin der Presse- und Öffentlichkeitsarbeit und Leiterin seines Ministerbüros in das Ministerium. Sie übernahm im Ministerium von 2023 bis 2024 die Leitung der neu geschaffenen Abteilung für Markt und Ernährung.

### Politik
Kling ist Mitglied der CDU. Dort ist Mitglied des Landesvorstandes der CDU Baden-Württemberg. Sie wurde 2014, 2019 und 2024 als Mitglied in die Regionalversammlung des Verbands Region Stuttgart gewählt.
Am 1. April 2024 wurde Kling unter Minister Peter Hauk zur Amtschefin und Ministerialdirektorin im Ministerium für Ernährung, Ländlichen Raum und Verbraucherschutz Baden-Württemberg ernannt. Sie folgte Grit Puchan nach.